# Torpeda E-14
E-14 – torpeda konwencjonalna stosowana na francuskich okrętach podwodnych typu Daphné. Długość torpedy wynosi 4,3 m, osiąga prędkość 25 w., dość mało względem ówczesnych wymagań. Zasięg torpedy wynosi 7500 m. Produkowano zmodyfikowaną wersję tej torpedy E-15, poprzez powiększenie o jeden stopień uzyskano zasięg 12000 m. Istnieje również modyfikacja torpedy E-14 oznaczona L3, mogąca być wystrzeliwana z głębokości do 300 m. przeciwko celom podwodnym.